# Корепанов Олексій Якович
Олексій Якович Корепанов (рос. Алексей Яковлевич Корепанов, 6 серпня 1953, Калінін) — російськомовний український радянський письменник-фантаст та літературний редактор.

## Біографія
Олексій Корепанов народився у 1953 році в місті Калінін у сім'ї викладача місцевого педінституту та вчительки. У 6 років майбутній письменник втратив батька. Після закінчення школи Олексій Корепанов вступає до педінституту, який за рік реорганізовується у Калінінський державний університет, на історичний факультет. Після закінчення університету Корепанов нетривалий час працює викладачем кафедри загальної історії в рідному учбовому закладі. Пізніше він разом із родиною переїздить на батьківщину дружини — до Кіровограда. Там Корепанов спочатку працює відразу в двох школах вчителем історії, суспільствознавства, а пізніше також і радянської держави і права. За короткий час Олексію Корепанову запропонували посаду інструктора районного комітету ВЛКСМ. Пізніше він перейшов на роботу до міськкому комсомолу, далі до обкому комсомолу, пізніше до міськвиконкому, а далі до міського комітету КПРС. Партійно-комсомольську роботу Корепанов залишив лише в 1987 році, коли він став відповідальним секретарем Кіровоградської обласної організації товариства «Знання». Під час роботи на цій посаді Олексій Корепанов, за його власним визнанням, найбільшу увагу надавав читанню лекцій про фантастичну літературу та пошук позаземних цивілізацій. У 1992 році Корепанов став співзасновником і головним редактором обласного журналу «Порог», який поступово з обласного краєзнавчого та науково-популярного журналу став всеукраїнським журналом із орієнтацією переважно на публікацію науково-фантастичних творів. У журналі публікувалися не тільки автори з України, а й письменники з Білорусі, Казахстану, Молдови, Росії, Польщі, Ізраїлю, Індії, США та інших країн. Журнал виходив до 2008 року, пізніше випуск його припинився у зв'язку із відсутністю фінансування, проте в цьому ж році він озпочав випуск альманаху «Порог-АК», який став своєрідним спадкоємцем журналу, в якому також публікуються як прозові, так і віршовані фантастичні твори авторів з різних країн.
З 2005 року Олексій Корепанов є членом Спілки письменників Росії.

## Літературна творчість
Літературну творчість Олексій Корепанов розпочав ще в шкільні роки, розпочавши свою творчість із рукописних фантастичних оповідань. Тривалий час він не міг опублікувати своїх фантастичних творів, оскільки теми їх не схвалювалися в Радянському Союзі. Першим опублікованим твором письменника стало реалістичне оповідання «Кольорові дні», надруковане в багатотиражній газеті Калінінського державного університету «Калінінець» у 1975 році. А першим опублікованим фантастичним твором стало оповідання «Що йому сказати?», опубліковане в 1988 році українською мовою в кіровоградській газеті «Молодий комунар». Після цього Корепанов опублікував низку фантастичних романів, повістей та оповідань, як у редагованому ним журналі «Порог», так у інших періодичних виданнях та збірках фантастичних творів. Для творчості письменника характерною є філософська фантастика, яка є малохарактерною для письменників із країн колишнього Радянського Союзу. Особиво помітним серед творів Корепанова у цьому піджанрі фантастики є роман «Знайти Едем», у якому описується насильницьке переселення із Землі майбутнього усього людства надмогутньою цивілізацією, оскільки воно спричинилось до катастрофічного екологічного забруднення навколишнього середовища, зробивши його непридатним для проживання, та намагання головного героя книги знайти дорогу на Землю. Олексій Корепанов також частину творів написав у піджанрі химерної фантастики. Найбільш відомим із творів письменника у цьому піджанрі є повість «Звичайна прогулянка», в якій описуються фантасмагоричні пошуки героєм свого «Я», та свого реального світу. До цього ж піджанру можна віднести й роман письменника «Вино Асканти», в якому письменник-фантаст потрапляє у вигаданий ним же світ. Окрім того, Олексій Корепанов є автором збірки віршованих творів «Недуг буття».

### Романи
- 1 976-78 — Две стороны неба (електронна книга)
- 1996 — Вино Асканты
- 1996 — Найти Эдем
- 1999 — Уснувший принц
- Дилогія «Зверь из бездны»:
  - 2002 — Зверь из бездны
  - 2004 — Зверь из бездны: Второй раунд
- 2003 — Время Черной Луны
- 2006 — Тени Марса
- Трилогія «Наследие богов»:
  - 2011 — Эхо горного храма
  - 2012 — Сокровище Империи
  - 2012 — Стрелы в полете
- 2012 — Заколдованный остров
- 2012 — Зона бабочки

### Повісті
- 1991 — Звичайна прогулянка
- 1992 — Горькие яблоки
- 1994 — В некотором царстве…
- 1995 — Будни
- 1996 — Без маски
- 1996 — На сияющих вершинах
- 1996 — Раздумья Атланта
- 1999 — Круги рая
- 2000 — Станция Солярис
- 2007 — Мы новый мир построим
- 2012 — На чужом поле
- Перед выбором (електронна книга)
- Следы на воде (електронна книга)

### Оповідання
- 1975 — Цветные дни
- 1988 — Що йому сказати?
- 1988 — Справимся сами
- 1989 — Зачакловані
- 1990 — Итог
- 1990 — Прятки
- 1991 — «Я дописував вам…»
- 1991 — Тот, кто бродит в ночи
- 1991 — А что там, за рощицей?
- 1991 — Там
- 1991 — Чередою бегущие дни
- 1992 — Поиграем?
- 1992 — Стремившийся войти
- 1992 — Не все потеряно
- 1993 — Кому-то смешно?
- 1993 — Сын золотого дождя
- 1993 — Что и не снилось…
- 1994 — Отражение
- 1994 — Следы
- 1995 — Игры на песке
- 1995 — Лунными ночами
- 1995 — Множатся тени
- 1995 — Последний рубеж
- 1996 — Труба восьмого Ангела
- 1996 — Охотники неземные
- 1996 — Стрельба в горах
- 1996 — Лунными ночами
- 1997 — Если нет проблем
- 1997 — Рулевой с «Пинты»
- 1997 — Воины Армагеддона
- 1997 — Победитель
- 1998 — По заповедям
- 1998 — Что-то происходит?
- 1998 — Хобби
- 1998 — Двери закрываются
- 2000 — Малая ступень
- 2000 — Вновь и вновь
- 2000 — Жизнь после жизни
- 2000 — Настойчивость
- 2000 — Новые демиурги
- 2001 — Не поверят
- 2001 — Озеро юности
- 2001 — Наваждение
- 2001 — Зачем?
- 2001 — …И сладок сон воспоминаний
- 2001 — Казнить нельзя, помиловать
- 2002 — Прикосновение
- 2002 — Летящая звезда
- 2002 — А если поверить?
- 2002 — Саргатанас
- 2002 — Диспетчер
- 2003 — Шаги
- 2003 — Призвание
- 2003 — Круг
- 2003 — Новых сообщений нет
- 2003 — Бездушные зеркала
- 2003 — По другой дорожке
- 2003 — Спаситель человечества
- 2003 — Нигде и никогда
- 2004 — Кому?..
- 2004 — Передай дальше
- 2004 — Возрождение
- 2004 — Часок перед работой
- 2004 — Корректор
- 2004 — Что мы Оккаму?..
- 2005 — Всюду жизнь!
- 2005 — Конспект
- 2005 — Если не звали
- 2005 — Идет ветер и возвращается…
- 2005 — Разбить зеркала!
- 2005 — Пролог
- 2006 — Сайт
- 2007 — Новый город
- 2008 — Труба зовет
- 2009 — Змеи Хроноса
- 2009 — Мышка на ковре
- 2010 — Часы Дэвиса
- 2010 — Тайна «Урала»
- 2011 — Еще до Македонского
- 2011 — Уход
- 2012 — В перерыве
- 2013 — Отдых у моря
- 2013 — Пустолуние
- 2014 — Противоборство
- 2015 — Впустите меня!
- 2015 — Мы все из Эльсинора
- 2016 — Дочь Кощея
- 2016 — Пустолуние
- 2017 — Возвращение на звезды

### Збірки
- 1996 — Найти Эдем
- 2012 — Заколдованный остров
- 2012 — Стрелы в полете
- 2012 — Уснувший принц
- 2013 — Недуг бытия